# Willie Hoppe
William Frederick Hoppe, besser bekannt als Willie Hoppe (* 11. Oktober 1887 in Cornwall-on-Hudson, New York, USA; † 1. Februar 1959 in Miami, Florida), war ein mehrfacher US-amerikanischer Karambolageweltmeister deutscher Abstammung.

## Biografie

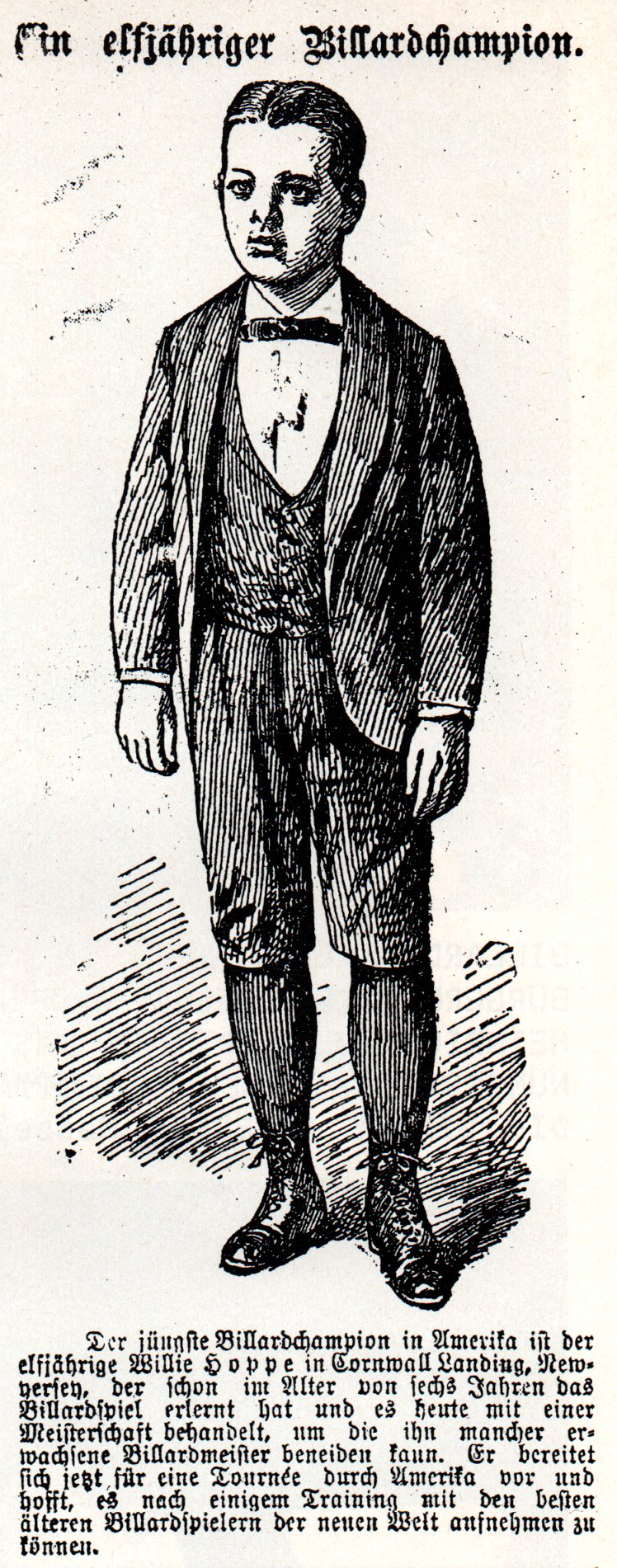
„Ein elfjähriger Billardchampion“
(Illustration von 1898)

### Kindheit
Hoppes Vater, ein Hotelbesitzer, hatte zur Zerstreuung während der Wartezeit seiner Kunden im angeschlossenen Friseurladen einen Billardtisch aufgestellt. Im Alter von fünf Jahren, Willie konnte kaum über die Billardbande schauen, fing er an zu spielen. Schnell wurde er besser und zur Attraktion des Ladens. Mit acht Jahren begann dann seine sportliche Karriere. Einem der Kunden war es einen halben Dollar wert, ihn und seinen zwei Jahre älteren Bruder Frank, der ebenfalls gut spielen konnte, Vorführungen ihrer Billardkunst zu zeigen. Der Vater, von Hypothekenschulden belastet, bekam eine Idee. Er meldete die Kinder von der Schule ab und die Familie tingelte von Stadt zu Stadt um die „Wunderkinder“ vorzuführen. Während der Spiele schloss er mit den Zuschauern Wetten ab, nach dem Spiel sammelte die Mutter die Gewinne ein. Als sie immer besser wurden, wagten sie den Weg nach New York, in Maurice Dalys Billardsalon. Ein zeitgenössischer Berichterstatter schrieb über die Kinder:

„Die Jungs klettern wie die Affen von einer Billardkante auf die andere, da sie die Mitte des Tisches nicht erreichen können. Sie sitzen auf den Banden und zeigen die verwickeltesten Kombinationen, während die Zuschauer mit offenem Mund dastehen!“

### Karriere
Es gab zu dieser Zeit drei Spieler, die die Billardszene beherrschten, Jacob Schaefer senior (ebenfalls ein deutschstämmiger US-Amerikaner, war später sein Lehrer, den er bis zu dessen Tod 1910 nicht besiegen konnte), George Slosson und der Franzose Maurice Vignaux. Ihre Titel brachten ihnen ein Jahreseinkommen zwischen 10.000 US-$ (2019: ca. 314.191 US-$) und 25.000 US-$ (2019: ca. 785.477 US-$) ein. Der Weltmeistertitel konnte, zu dieser Zeit üblich, entweder über ein ausgeschriebenes Turnier oder über eine Herausforderung (Challenge) gewonnen werden. Willies Vater telegrafierte zu Vignaux nach Paris, um diesen herauszufordern, erhielt aber zunächst keine Antwort. Der „Löwe“, wie Vignaux wegen seiner Haarpracht auch genannt wurde, weigerte sich gegen ein Kind anzutreten, erst wenn dieser 18 Jahre alt sei. Der Franzose diktierte die Bedingungen hierzu:

Die Profispieler (v.l.) Edouard Horemans (BEL), Welker Cochran (USA), Kinrey Matsuyama (USA), Willie Hoppe (USA) und Felix Grange (FRA), 1. März 1927

1. Das Match muss in Paris gespielt werden.
2. Die gesamten Einnahmen gehören dem Sieger.
3. Die Partie geht um 1.000 UD-$  (2019: ca. 29.330 US-$)

Am 15. Januar 1906 kam es dann zu diesem Herausforderungsmatch und Hoppe gewann 500:323 mit Weltrekordschnitt von 20,83 seinen ersten Weltmeistertitel im Cadre 45/1 gegen Vignaux. Die New York Times die den Sportnachrichten sonst nur wenig Raum ließ, widmete dem Match einen 82-zeiligen Bericht. Kurz danach stellte er einen neuen Rekord im Cadre 45/2 mit 622 Punkten auf, der Rekord wurde erst 1926 gebrochen. 1914 kam es zu einem Spiel zwischen ihm und dem Engländer Melbourne Inman, eigentlich ein Spieler im English Billiards, das er mit 304:602 verlor, obwohl Hoppe als Favorit galt. Bis 1924 hielten seine Erfolge an, dann verlor er den Titel, konnte ihn aber 1927 wieder gewinnen. Die Zeit des Cadre im Profibillard neigte sich dem Ende zu und Hoppe stellte auf Dreiband um. In einem Schaukampf gegen den Kunststoßer Charles C. Peterson 1918 stellte er seine persönlich beste Höchstserie (HS) von 25 auf. Zu einer besonderen Begegnung kam es 1925 in einem Spiel gegen den Dreibandmeister Robert Cannefax. Cannefax, der schnellere Tücher bevorzugte, bat den führenden Hoppe darum, doch an einem anderen Tisch zu spielen. Hoppe lehnte mit den Worten ab: „Das Tuch ist doch in Ordnung.“ Daraufhin zog Cannefax ein Taschenmesser heraus und zerschnitt das Tuch mittig. Hoppe bekam daraufhin das Spiel zugesprochen, und Cannefax wurde für ein Jahr gesperrt. Er nahm danach nie wieder an einem Turnier teil und verstarb 1928 an Meningitis.
Im Alter von inzwischen 48 Jahren gelang ihm 1936 dann der Griff zur Dreiband-Krone. In einer Herausforderungspartie gegen Welker Cochran gewann Hoppe 360:246 in 340 Aufnahmen. 1940, 1941, 1942, 1947, 1949, 1950 und 1952 war er ebenfalls siegreich. Bei der Weltmeisterschaft 1940 in Chicago war er in zwanzig Spielen ungeschlagen. Bei seiner Verteidigung des Dreiband-Weltmeisterschaftstitel 1941 in Chicago musste er sich – seine Grippe hatte sich zu einer Lungenentzündung ausgeweitet – vom Wettkampf zurückziehen und ins Krankenhaus einweisen lassen. Als er im St. Luke’s Krankenhaus um sein Leben kämpfte, begann die Weltmeisterschaft mit den besten 17 Spielern der Welt ohne ihn, er hätte der 18. sein sollen. Als eine Geste gegenüber dem kränkelnden Champion waren sich die Spieler einig, dass sie keines seiner Spiele aufgeben wollten. So ging das Turnier vierzehn Tage weiter. Am fünfzehnten Tag kam Hoppe, blass und zittrig, seiner Verpflichtung nach, dass ein Turnier ohne ihn kein Turnier sei. Er gewann sein erstes Spiel, wenn auch sichtlich geschwächt und kaum in der Lage, den Queue zu halten. Nach dem Spiel ging er in sein Hotel, um sich auszuruhen, als er eigentlich sein zweites Spiel absolvieren sollte, das er dann aber auch gewann. Er gewann das dritte, das vierte und so weiter, bis er schließlich alle dreizehn verpassten Spiele in Folge gewann, unter anderem gegen Otto Reiselt, John Fitzpatrick und Joe Chamaco. Er verlor dann gegen Welker Cochran aus San Francisco, gewann wieder drei Spiele hintereinander, bis er schließlich im Finale dem Titelangreifer Jacob Schaefer junior gegenüberstand, den er auch schlagen konnte. Mit diesem 16:1-Rekord – 17 Spiele in 18 Tagen – anstelle von 32 geplanten Spieltagen konnte er seinen Weltmeisterschaftstitel erfolgreich verteidigen.
1951 stellte er mit 1,331 seinen persönlichen Rekord bei einer US-Meisterschaft auf. Im Alter von 64 Jahren spielte Hoppe 1952 in San Francisco sein letztes Turnier. Danach warb er durch Spieldemonstrationen für das Spiel. Hoppe war der einzige Billardspieler, der je einen Schaukampf im Weißen Haus abhalten durfte, und spielte 1911 vor Präsident William Taft.
Zwischen 1906 und 1952 gewann Willie Hoppe 51 Mal Profi-Weltmeisterschaften und verfasste in dieser Zeit zwei Bücher über Billard.

## Tod

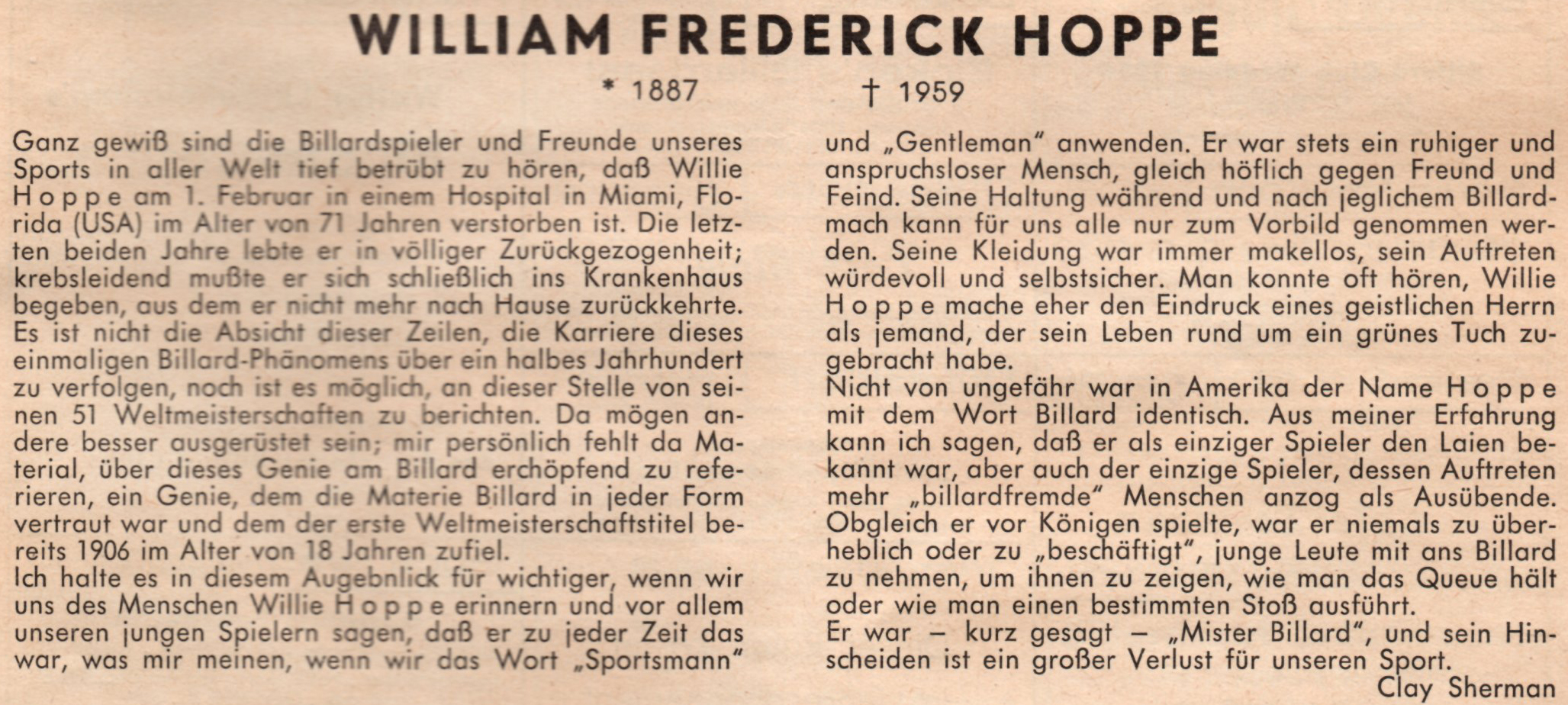
Nachruf aus der Deutschen Billard-Zeitung 1959

Hoppe starb im Beisein seines Bruders Albert am 1. Februar 1959 um 16:40 Uhr im St. Francis Krankenhaus in Miami an Magenblutung. Er lag wegen seines Krebsleidens schon seit September 1958 im Krankenhaus.

## Ehrungen
1966 wurde Hoppe posthum in die Hall of Fame des Billiard Congress of America aufgenommen. Er steht auf Platz 1 der Billiards Digest 50 Greatest Players of the Century.

## WM-Titel
- Professional World Champion im Cadre 45/1: 1906, 1908–1911 und 1914–1927
- Professional World Champion im Cadre 45/2: 1908, 1910–1920, 1923, 1924 und 1927
- Professional World Champion im Dreiband: 1936, 1940–1943 und 1947–1952

## Werke
- Thomas Emmett Crozier (Hrsg.): Thirty Years of Billards. Putnam, New York 1925; Reprint: Dover Publications, New York 1975, ISBN 0-486-23126-7
- Byron Schoeman (Hrsg.): Billard As It Should Be Played. 1941; Reprint: Contemporary Books, Incorporated, Chicago 1991, ISBN 0-8092-8837-0